# لارمیانا
لارمیانا (به لاتین: L'Armiana) یک روستا در آندورا است که در کانیلو واقع شده‌است.